# قوند شاکاریان
قوند لوونی شاکاریان (ارمنی: Ղևոնդ Լևոնի Շաքարյան؛  زادهٔ ۲۰ نوامبر ۱۹۰۰ - درگذشته ۳۰ ژوئن ۱۹۶۱) اقتصاددان، استاد دانشگاه اهل ارمنستان بود.

## زندگی‌نامه
وی در ۳ دسامبر [سبک قدیمی: ۲۰ نوامبر] ۱۹۰۰ در شوشی به دنیا آمد یوری شاکاریان پسر وی بود. وی از دانشگاه فنی گرجستان (۱۹۲۴) فارغ‌التحصیل گشت. وی در ارتش سرخ (۱۹۱۹–۱۹۲۰) و دانشگاه دولتی ایروان از ۱۹۲۹ فعالیت می‌کرد. همچنین برندهٔ جوایزی همچون نشان پرچم سرخ کار شده است. وی در ۳۰ ژوئن ۱۹۶۱ در سن ۶۰ سالگی در ایروان درگذشت.

## یادداشت
1. ↑  Բանվորա-գյուղացիական Կարմիր բանակ